# Nun
Nun je reka v Nigeriji, ki nastane potem, ko se reka Niger razcepi v dva kraka: v Nun in Forcados. Nato teče skoraj 160 kilometrov proti jugu po močvirnati, redko poseljeni pokrajini in se izliva v Gvinejski zaliv pri kraju Akassa.
Reka je bila nekoč pomembna trgovska pot za trgovanje med Iboji in Evropejci; sprva so po njej prevažali zlasti sužnje iz notranjosti, po prepovedi suženjstva pa palmovo olje. Do konca 19. stoletja je trgovanje zamrlo, saj je zaradi nalaganja mulja pri izlivu postal tok težje dostopen in so ga nadomestile druge poti.